# Индустрија фалсификованих лекова
Индустрија фалсификованих лекова, представљају огроман ризик по здравље, и живот корисника ових медикамената, због њиховог ниског квалитета производа, јер произвођаћи ових лекова у виду таблета, сирупе, креме, чак и ињекциа и вакцине, не воде рачуна о  њиховом квалитету, безбедности, јер су ван контроле инспекција надлежног министарства. Иако су у неким случајевима, истраживања открила да ови илегални производи садржали исправне активне састојке, али су оне из групе јефтиних, и без одговарајуће хомогене дистрибуције супстанце међу различитим дозама, која се може постићи само софистицираном и скупоценом опремом у великим производним погонима регистрованих  фармацеутских фабрика.

## Дефиниција и регулатива
СЗО дефинише фалсификоване лекове као...медицинске производе који намерно/у циљу преваре, лажно представљају свој идентитет/састав или извор”.
Не постоје квалитетни фалсификовани лекови. Производња, дистрибуција и продаја фалсификованих лекова је кривично дело. СЗО је  на челу битке против фалсификованих лекова који угрожавају животе људи у свакој земљи којима су потребни исправни и регистровани медицински производи.

## Епидемиологија
Индустрија фалсификованих лекова данас спада у најбрже растућа криминална делатност на свету, са последицама које су катастрофалне: 700.000 мртвих годишње. Примера ради, само је фалсификованог сируп против кашаља, према извештајима СЗО широм света – углавном источној Африци и на Блиском Истоку – убио више стотина људи, највише деце до пет година старости у само 18 месеци. 
Светске здравствене организације, процењује да проценат фалсификованих лекова варира између 10-15% светског фармацеутског тржишта у вредности. У неким регијама света, или појединачним земљама – нарочито у подсахарској Африци, југоисточној Азији и централној Америци – тај проценат иде од 20%, до преко 30% целокупног тржишта лекова.
Према Институту за фармацеутску безбедност ( Pharmaceutical Security Institute (PSI)) , инциденти у вези са фармацеутским криминалом порасли су за 38% у односу на 2020. Брендови, генерички лекови, лекови који се издају на рецепт или лекови без рецепта могу бити фалсификовани. Иако фалсификатори често циљају на лекове за животни стил, лекови који спасавају живот су најбрже растућа категорија фалсификованих лекова.
Према подацима Интерпола, индустрија фалсификованих лекова остварује  огромну зараду, јер је без ограничења у погледу типа лекова и места фалсификовања. Према грубој проценама, ова индустрија годишње оствари од 75 до чак 200 милијарди долара, што је чини „успешнијом“ чак и од трговине класичним наркотицима.
Једном када фалсификовани лекови уђу у ланац снабдевања, они угрожавају животе широм света. Ова међународна претња је увећана растућим онлајн тржиштем фалсификованих лекова.

## Произвођачи и дистрибутери
Иако се међу најзначајнијим произвођачимафалсификованих лекова и истиче од почетка италијанска (фармацеутска) мафију, у суштини највећи произвођачи оваквих квазилекова налазе у Индији, Кини, Пакистану, Мексику и Северној Кореји. Користећи мреже дистрибуције разрађене за класичне дроге, они успевају да пласирају своје производе на циљана, најлукративнија тржишта западне и северне Европе, САД, Аустралије, Јапана, Јужне Кореје.
Фалсификовани лекови се могу производити свуда. Али они путују и лакше се продају у земљама у којима се могу кретати преко граница са мањим ризиком од откривања и где је регулаторни систем земље слаб или непостојећи.
Иако је ово проблем широм света, Африка је посебно угрожена, са највећом преваленцом фалсификованих лекова. Африка чини 42% свих испод стандарда и фалсификованих лекова. Процене сугеришу да у неким деловима Африке до 70% лекова може бити фалсификовано или испод стандарда.

## Борба против фалсификованих лекова
Иако фармацеутске компаније значајно улажу у заштиту својих производа, од суштинске је важности да на глобалном нивоу земље ојачају законодавне и оквире за спровођење незаконите продаје лекова.
Поред тога, потребна  је далеко већа доследност, стандардизација и робусно прикупљање података за анализу, боље извештавање по земљама и више детаља у тим извештајима.

### Конвенција о медицинском криминалу
Конвенција као кривична дела утврђује:
- Производњу фалсификованих медицинских производа
- Снабдевање, понуду за снабдевање и трговину фалсификованим медицинским производима
- Фалсификовање докумената
- Неовлашћену производњу или снабдевање медицинским производима и стављање у промет медицинских средстава која нису у складу са захтевима усаглашености.

### Подизање нивоа свести
Јавна свест и едукација су од виталног значаја за решавање утицаја фалсификованих лекова.
Ефикасне кампање подизања свести оспособљавају пацијенте са знањем да помогну у избегавању ове претње и заштити сопственог здравља. Али многи пацијенти широм света нису добили информације о претњи од фалсификованих лекова и ризику по здравље.
У том циљу настали су бројни образовни материјале у партнерству са организацијама истомишљеника, који су дизајнирани да изграде продуктивну свест и избегну сензационалне тврдње.